# ストーリー (スガシカオの曲)
「ストーリー」は、スガシカオの5枚目のシングル。1998年5月27日発売。

## 収録曲
（全作詞・作曲・編曲：スガシカオ）
1. ストーリー
2. 坂の途中
3. ストーリー（Backing track）

## 収録アルバム
- FAMILY (#1)
- Sugarless (#2)
- ALL SINGLES BEST (#1)
- BEST HIT!! SUGA SHIKAO -1997〜2002- (#1,2)